# Cantonul Bourg-Argental
Cantonul Bourg-Argental este un canton din arondismentul Saint-Étienne, departamentul Loire, regiunea Rhône-Alpes, Franța.

## Comune
| Comune                     | Populație (1999) | Cod poștal | Cod INSEE |
| -------------------------- | ---------------- | ---------- | --------- |
| Bourg-Argental             | 2.767            | 42220      | 42023     |
| Burdignes                  | 342              | 42220      | 42028     |
| Colombier                  | 269              | 42220      | 42067     |
| Graix                      | 134              | 42220      | 42101     |
| Saint-Julien-Molin-Molette | 1.132            | 42220      | 42246     |
| Saint-Sauveur-en-Rue       | 1.105            | 42220      | 42287     |
| Thélis-la-Combe            | 146              | 42220      | 42310     |
| La Versanne                | 324              | 42220      | 42329     |